# Jean Guillissen
Pour les articles homonymes, voir Guillissen.
Jean Guillissen, né à Verviers, le 9 décembre 1914, est un scientifique belge, militant communiste, résistant durant la Seconde Guerre mondiale, fusillé par les nazis à Gand, le 9 mai 1942.

## Biographie
Jean Joseph Marie Guillissen naît à Verviers, le 9 décembre 1914. Il manifeste rapidement une grande précocité. Après des études secondaires à l'Athénée de Saint-Gilles, il s'inscrit en 1932 à l'Université libre de Bruxelles (ULB) en sciences appliquées. Il y décroche un diplôme d'ingénieur en électro-mécanique en 1936,. Jean Guillissen devient alors l'assistant du professeur Auguste Piccard et commence ses travaux en physique nucléaire[réf. nécessaire]. 

### Travaux scientifiques
En décembre 1936, il travaille, avec le professeur E. Strahel, sur le rayonnement de freinage du Radium E. Leur travail contribue à la connaissance de la constitution des noyaux atomiques.
Jean Guillissen met au point une chambre d'ionisation destinée à mesurer le rayonnement gamma. Combinée avec un électromètre sensible, elle permet de mesurer le rayonnement gamma d'un microgramme de Radium avec une précision de 1 pour cent.
Les résultats de ce travail font l'objet d'un mémoire Contribution expérimentale à l'étude de freinage du radium E, primé au Concours des Bourses de Voyage du Gouvernement et de deux publications, E. Stahel et J. Guillissen, Ueber die innere Bremsung der Betastrahlen des Ra E (Helvetica Physica Acta, vol.11, Bale, 1938, p. 463) et  E. Stahel et J. Guillissen, Sur le rayonnement gamma de freinage interne du Ra E (Journal de physique et le radium, 8e série, t. 1, Paris, 1940, p. 12-17).
Dès la fin de l'année 1937, il travaille au laboratoire du professeur Goche à la Faculté des Sciences Appliquées de l'ULB, sur la technique de la diffraction électronique. 
En juin 1938, Jean Guillissen est nommé assistant des professeurs Auguste Piccard et Ernest Stahel au laboratoire de physique de la Faculté des Sciences appliquées. Il aborde le problème de la mesure industrielle des déformations d'un élément de construction. En collaboration avec le professeur Piccard, Jean Guillissen met au point un procédé et construit l'appareil de mesure. Ce travail est primé par la Société royale belge des ingénieurs et des industriels.
Il collabore aussi aux essais préliminaires à la construction de la cabine sous-marine qu'Auguste Piccard compte utiliser pour descendre à 4 000 mètres de profondeur,.
Grâce à une bourse de voyage, il travaille d'octobre 1939 à mai 1940, au Laboratoire de Physique du professeur P. Scherrer, à l’École polytechnique de Zurich dans le domaine de la physique nucléaire.

### Engagement politique
Militant de gauche, Jean Guillissen est membre des Étudiants marxistes puis des Étudiants socialistes unifiés et s'inscrit au Parti communiste de Belgique. Jean Guillissen lutte activement contre le fascisme.
En 1937, il épouse l'architecte Simone Guillissen-Hoa, militante de gauche communiste elle aussi. 
La guerre civile en Espagne vient d'éclater et les deux époux militent pour les Républicains. Dès l'été 1937, le couple part en Espagne, dans le sous-secteur Casa de Campo, pour les soutenir. Jean Guillissen a pour mission de contrôler l'emploi des fonds mis à la disposition des œuvres de secours à l'enfance. Il rédige un rapport très apprécié sur l'esprit et l'organisation de ces œuvres et le programme de l'éducation mis sur pied par la République espagnole.

### Son action dans la résistance

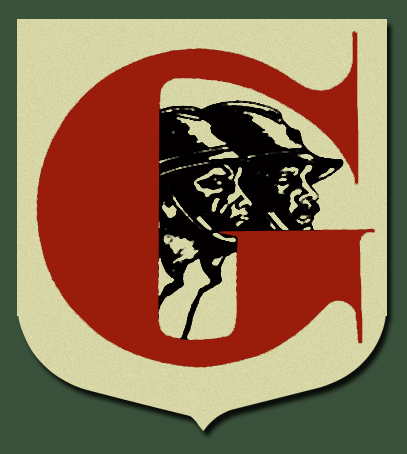
Écusson du Groupe G.

Au cours de son séjour de Suisse, la Seconde guerre mondiale éclate. Jean Guillissen séjourne quelque temps à Paris où il veut se mettre au service de la résistance. Il devient l'un des principaux rédacteurs et propagandistes de l'hebdomadaire clandestin Temps Nouveaux .
Il intègre l'Armée belge des partisans armés puis, dès 1941, le Groupe G[réf. souhaitée], émanation de l'Université libre de Bruxelles. Il devient responsable national du service des armements et des explosifs et met à profit ses connaissances en chimie pour fabriquer des armes destinées aux actions de sabotage.
En novembre 1941, il fait partie des enseignants de l'U.L.B. qui refusent de poursuivre leurs activités en se soumettant aux exigences de l'occupant. Lorsque les cours sont suspendus, il travaille comme ingénieur-physicien à la Société des lampes à incandescence «Luxor», tout en participant à l'organisation de l'enseignement clandestin et en mettant à l'abri le matériel scientifique du laboratoire. 
Il est arrêté par les Allemands le 15 avril 1942, condamné à mort le 30 avril par le tribunal militaire de campagne de Gand et fusillé à l'aube du 9 mai 1942 malgré les efforts déployés par les plus hautes personnalités scientifiques de Belgique et de l'étranger, par la Reine Elisabeth ainsi que des Étudiants socialistes unifiés pour obtenir sa grâce,.
Les Allemands font de son exécution, un exemple : « L'exécution de l'arrêt de mort sera donc un avertissement pour ces intellectuels qui croient, en raison de leurs capacités spéciales dans n'importe quel domaine, pouvoir influencer ou même modifier l'attitude de l'autorité occupante, attitude qui est basée sur la justice et la bienveillance envers une population calme et ordonnée. ».

## Reconnaissances
- Un amphithéâtre de l'Ecole polytechnique de l'Université libre de Bruxelles (ULB) porte son nom (bâtiment U, square Groupe G)[2]
- Une plaque commémorative est placée sur sa demeure à Ixelles, Chaussée de Boondael, 617. Elle porte le texte : « Dans cette maison le jeune savant Jean Guillissen de l’Armée belge des Partisans membre de l’état-major forgea des armes contre les envahisseurs nazis. Il fut fusillé par l’ennemi le 9 mai 1942. »[8]. Depuis 1947, le Prix Guillissen (Libre examen et Bien-être social) géré par l'ULB est attribué tous les deux ans « à un jeune chercheur dont l'activité est ou a été en relation avec l'Université libre de Bruxelles, attaché au principe du Libre Examen, manifestant le souci du bien social, et dont les travaux, dans le domaine des sciences physiques, témoignent d'un intérêt non exclusif pour les aspects théorique et expérimental de ces sciences. »[2]